# Józef Manyanet i Vives
Josep Manyanet i Vives (ur. 7 stycznia 1833 w Tremp, zm. 17 grudnia 1901) – święty Kościoła katolickiego.
Urodził się w wielodzietnej rodzinie, kształcił się w zakonie pijarów. W dniu 9 kwietnia 1859 roku otrzymał święcenia kapłańskie. W 1864 roku za zgodą biskupa założył zgromadzenie Synów Świętej Rodziny Jezusa, Maryi i Józefa, a w 1874 roku założył kolejne zgromadzenie Sióstr Misjonarek Świętej Rodziny z Nazaretu, a także napisał kilka książek. Zmarł 17 grudnia 1901 roku w opinii świętości. Jego szczątki spoczywają w kaplicy cmentarza Kościoła Jezusa, Maryi i Józefa.
Beatyfikował go papież Jan Paweł II w dniu 25 listopada 1984 roku, a kanonizował go również Jan Paweł II w dniu 16 maja 2004 roku.